# Ω-羟基癸酸脱氢酶
ω-羟基癸酸脱氢酶（英語：ω-hydroxydecanoate dehydrogenase，EC 1.1.1.66 （页面存档备份，存于））化学式为：C1841H2971O547N487S25Zn2是一种以NAD+或NADP+为受体、作用于供体CH-OH基团上的氧化还原酶。这种酶能催化以下酶促反应：
10-羟基癸酸 + NAD+ {\displaystyle \rightleftharpoons } 10-氧代癸酸 + NADH + H+
ω-羟基癸酸脱氢酶也能缓慢地作用于9-羟基壬酸和11-羟基十一烷酸。